# Paul Zollinger
Paul Zollinger (* 10. März 1944 in Schlieren) ist ein ehemaliger Schweizer Radrennfahrer.

## Sportliche Laufbahn
Zollinger begann 1960 mit dem Radsport und konnte als Junior zwölf Rennen gewinnen. Er startete für den Verein RV Höngg. 1963 qualifizierte er sich für die damalige A-Klasse der Amateure in der Schweiz. 1964 gewann Paul Zollinger den Grossen Preis des Kantons Genf und wurde Zweiter bei der Meisterschaft von Zürich. Im Jahr darauf wurde er Schweizer Meister im Strassenrennen. Bei der Tour de Suisse 1966 belegte er Rang drei in der Gesamtwertung, bei der Schweiz-Rundfahrt 1967 Rang 27. 1966 wurde er bei Paris–Nizza Zwölfter, 1967 Dritter bei der Meisterschaft von Zürich.

## Familiäres
Auch der Zwillingsbruder von Zollinger, Ruedi Zollinger, war Radrennfahrer.